# Lischkeia miranda
Lischkeia miranda is een slakkensoort uit de familie van de Eucyclidae. De wetenschappelijke naam van de soort is voor het eerst geldig gepubliceerd in 1898 door Locard als Turcicula miranda.